# Митропа куп 1987.
Митропа куп 1987. је било 45. издање клупског фудбалског такмичења Митропа купа.
Такмичење је трајало од 14. новембра до 16. новембра 1986. године. Учествовале су четири екипе из Италије, Мађарске, Чехословачке и СФР Југославије. 

## Резултати

### Полуфинале
| Меч | Клуб            | Држава       | укупан рез. | Држава   | Клуб             |
| --- | --------------- | ------------ | ----------- | -------- | ---------------- |
| 1   | Бохемијанс Праг | Чехословачка | 3:1         | Мађарска | Вашаш            |
| 2   | Асколи          | Италија      | 2:1         | СФРЈ     | Спартак Суботица |

### Утакмица за 3. место
| Меч | Клуб  | Држава   | укупан рез. | Држава | Клуб             |
| --- | ----- | -------- | ----------- | ------ | ---------------- |
| 1   | Вашаш | Мађарска | 2:0         | СФРЈ   | Спартак Суботица |

### Финале
| Меч | Клуб   | Држава  | укупан рез. | Држава       | Клуб            |
| --- | ------ | ------- | ----------- | ------------ | --------------- |
| 1   | Асколи | Италија | 1:0         | Чехословачка | Бохемијанс Праг |

| Освајач Митропа купа 1983. |
| -------------------------- |
| Асколи 1. Титула           |